# St. Thaddäus und Bartholomäus (Teheran)

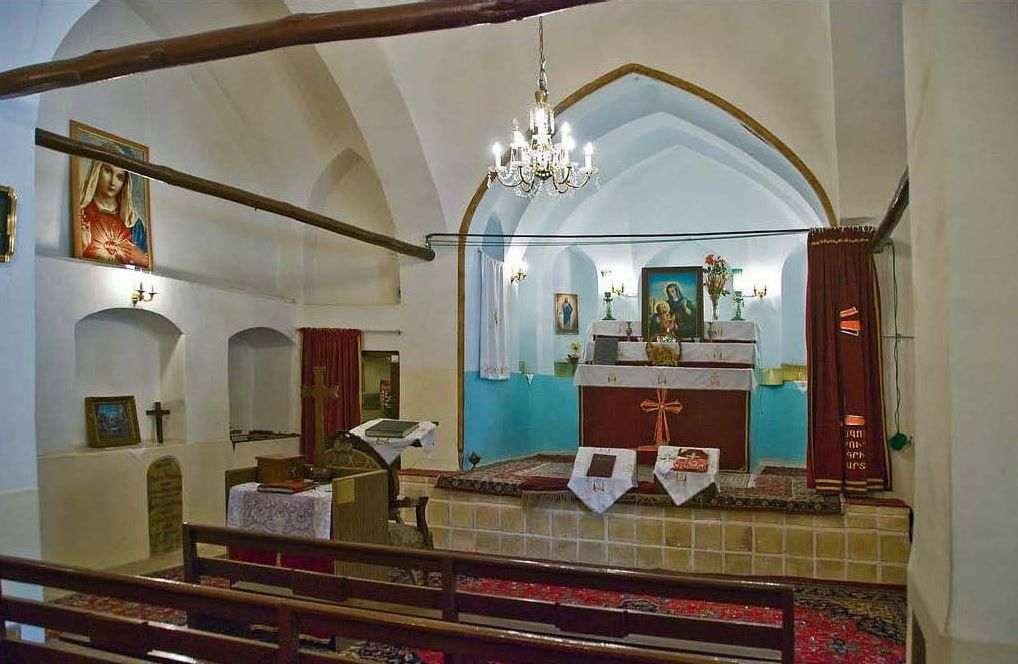
Innenansicht der Kirche, 2013

Die Kirche St. Thaddäus und Bartholomäus (armenisch Սուրբ Թադևոս-Բարդուղիմեոս եկեղեցի, persisch کلیسای تادئوس و بارتوقیمئوس مقدس) ist eine Kirche in der iranischen Hauptstadt Teheran, die im Jahre 1788 geweiht wurde. Sie gehört zum Bistum Teheran der Armenisch-Apostolischen Kirche und gilt als älteste Kirche der Stadt.

## Standort
Die armenische Kirche St. Thaddäus und Bartholomäus in Teheran steht an der Nordseite der Musavi-Straße (خیابان موسوی) an der Armenischen Gasse (Arameneh, کوچه ارامنه, nicht zu verwechseln mit den beiden gleichnamigen Straßen, wo sich die Teheraner Wartananz-Kirche beziehungsweise die Kirche der Heiligen Übersetzer befindet), etwa 150 m nördlich der Molavi-Allee (خیابان مولوی), etwa 150 m westlich der Mostafa-Chomeini-Straße (مصطفی خمینی), südlich des Teheraner Großen Basars (بازار تهران, Distrikt 12) und nahe beim heute verschwundenen Südtor Teherans.

## Geschichte
Erste Armenier in Teheran gab es ab 1750 in der Gegend des südlichen Stadttors Schah Abdol Azim von Teheran. Diese Armenier kamen unter Nader Schah Afschar aus Neu-Dscholfa, dem armenischen Viertel Isfahans, aber auch aus anderen iranischen Städten wie Täbris und Salmas sowie aus Bergkarabach nach Teheran. Unter der Herrschaft von Karim Khan-e Zand gab er einen stärkeren Zustrom von Armeniern aus Neu-Dscholfa nach Teheran, da sie für den Aufbau der Stadt als neue Hauptstadt Irans benötigt wurden. Diese Armenier errichteten in Teheran im Jahre 1768 ihre erste Kirche, die Kirche St. Thaddäus und Bartholomäus, in der armenischen Gasse. Im September 1788 wurde diese erste Kirche Teherans von Grigor Ter-Hovhannesian konsekriert. In Abweichung hiervon gibt die Infotafel an der Kirche an, dass diese erst 1808 von zehn armenischen Familien gebaut wurde, die als Glasschneider (جام بران) bekannt waren. Diese waren aus Neu-Dscholfa nach Teheran gekommen, um die Glasarbeiten am königlichen Golestanpalast durchzuführen. Die beiden wichtigsten Geldgeber waren Maestro Khachik und Maestro Haratun, deren Gräber sich neben dem Eingang der Kirche befinden. Ende des 18. und Anfang des 19. Jahrhunderts war die Kirche die erste und einzige christliche Begräbnisstätte Teherans.
1970 fiel bei Malerarbeiten der Putz von den Wänden, und so wurde darunter eine Wandmalerei entdeckt, die eine Vase mit Sträuchern und Blumen sowie papageiartigen Vögeln darstellt.

## Architektur
Die Teheraner Kirche St. Thaddäus und Bartholomäus hat einen rechteckigen Grundriss. Die Kirche ist ein einstöckiges Gebäude mit einem Innenhof, einem Kirchensaal, Arkaden mit abgewinkelten Bögen, wo sich der Eingang zum Kirchensaal befindet, und einem weiteren Raum in der südöstlichen Ecke des Saals und einem Halbspielraum östlich des Saals. Der Altar der Kirche befindet sich im östlichsten Teil der Halle unter einem abgewinkelten Bogen. Die Kirche hat eine kleine Kuppel auf einem Tambour mit rundem Querschnitt und einem Kreuz auf dem Kegeldach. Die Kirche ist 11 m lang und 6,40 m breit. Sie nimmt eine Fläche von etwa 220 m² ein; zusammen mit dem Innenhof und den Nebenräumen sind es 350 m². Sie ist der Architektur der kleinen Kirchen Neu-Dscholfas nachempfunden.
Die 1970 bei Streicharbeiten entdeckten Ölmalereien an den Wänden mit Blumen, Sträuchern und Vögeln werden von einigen Fachleuten als Werk des Malers Hunan angesehen.

## Hier begrabene Personen
Bei der Kirche sind einige ausländische Persönlichkeiten begraben, darunter russische und britische Botschafter sowie Charles Scott (1805–1841), der zweite Sohn des englischen Autors Sir Walter Scott, Charles Allison, Sondergesandter der britischen Regierung in Iran, und der Arzt Daud Khan Tabib Nezam, der sich bei der Behandlung Pestkranker selbst ansteckte und starb.

## Gemeindeleben
In der armenischen Kirche St. Thaddäus und Bartholomäus in Teheran gibt es jeden ersten Freitag im Monat einen Gottesdienst.